# مونت‌الیو (ایلینوی)
مونت‌الیو، ایلینوی (به انگلیسی: Mount Olive, Illinois) یک شهر در ایالات متحده آمریکا با جمعیت ۲٬۱۵۰ نفر است که در ایلی‌نوی واقع شده‌است.